# كراهية الإسلام في بولندا
كراهية الإسلام في بولندا هو الخوف أو الكراهية أو التحيز ضد الإسلام أو المسلمين في بولندا ونظرًا لأن الجالية المسلمة في بولندا صغيرة (0.1٪ من السكان) فقد وُصف الوضع بأنه «كراهية الإسلام بدون مسلمين»  وحسب مونيكا بوباكو، فإن رهاب الإسلام هي أحد العناصر الرئيسية والتي يتم التركيز عليها في الخطاب القومي البولندي من قبل السياسين. يكون رهاب الإسلام في بولندا بشكل عنصرية وكراهية الأجانب لأنهم مسلمون أو حتى من يُنظر إليهم على أنهم مسلمون.

## الخلفية والسياق

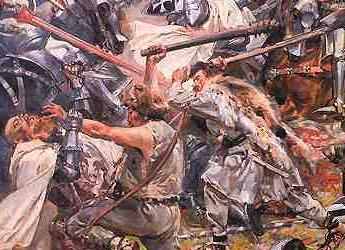
جنود تتار بولنديين في لوحة معركة جرونفالد

قبل الحرب العالمية الثانية، كانت الغالبية العظمى من السكان المسلمين في بولندا من التتار، الذين كانوا موجودين في بولندا منذ القرن الرابع عشر. ومع ذلك، فإن التغييرات الحدودية للحرب تركت معظم التتار خارج بولندا، مما أدى إلى تنوع المجتمع المسلم البولندي بشكل متزايد. وفقًا لتقديرات عام 2015، يقدر عدد المسلمين في بولندا بما يتراوح بين 25,000 إلى 40,000 شخص أو حوالي 0.1% من السكان، ويتكون من حوالي 5,000 من تتار ليبكا بالإضافة إلى عدد أكبر من المهاجرين الجدد. وفي البداية، عوملت الطائفة المسلمة الصغيرة على قدم المساواة على عكس الأقليات الأخرى، ولا سيما اليهود، التي واجهت العداء والشك. خلال فترة الحكم الشيوعي، منع مكتب الرقابة التصوير غير المواتي للمسلمين بسبب تحالف بولندا الجيوسياسي مع الدول العربية خلال هذه الفترة. واليوم، يصل أغلب المهاجرين المسلمين من سوريا، و‌الشيشان، و‌العراق، و‌طاجيكستان، وبنغلاديش، و‌جورجيا.

## استطلاعات الرأي

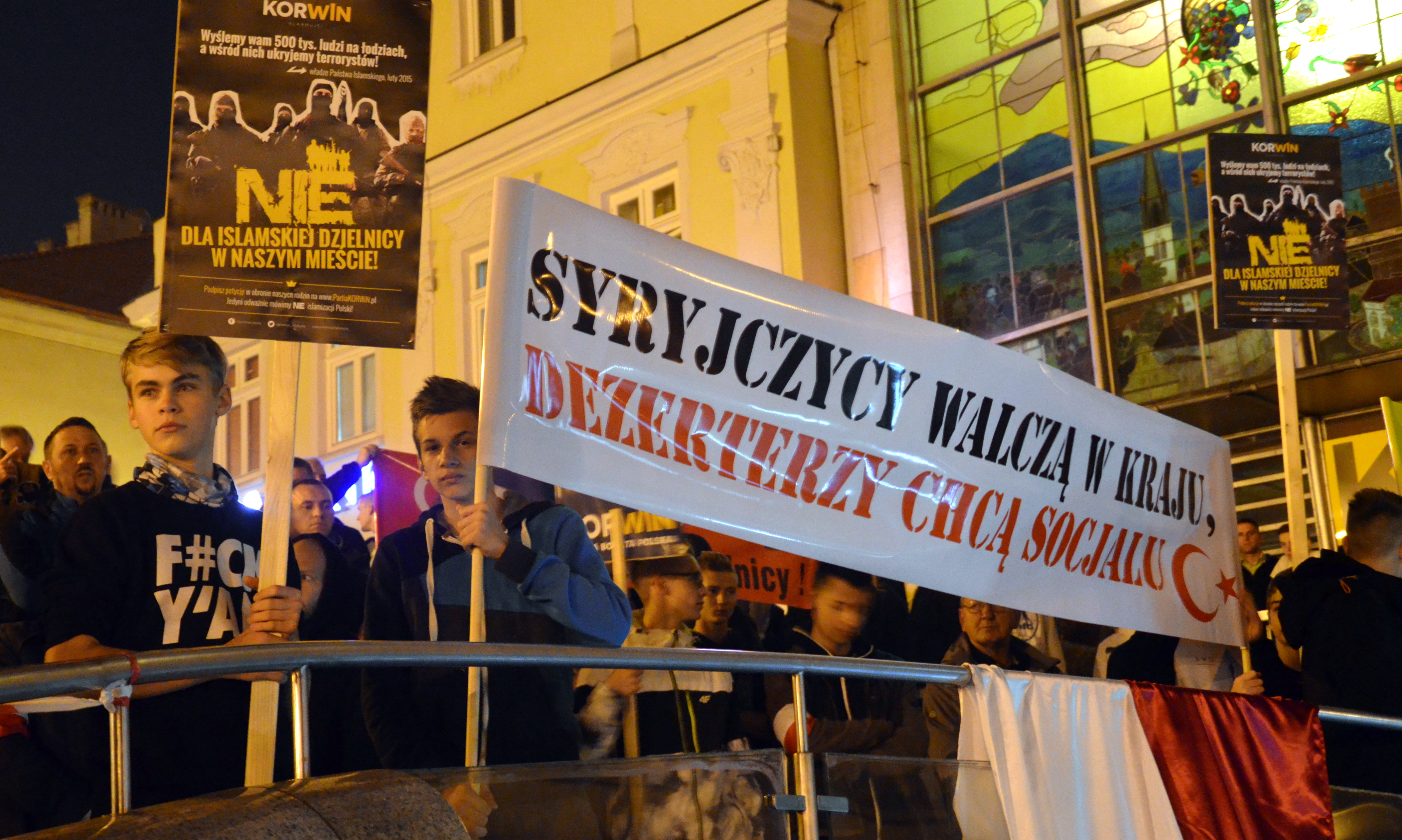
احتجاج ضد الإسلام في بولندا

وفقاً لاستطلاع للرأي أجري في عام 2011، ذكر 47 في المائة من البولنديين أن «عدداً كبيراً جداً من المسلمين يعيشون في بولندا»، وذكر 62 في المائة منهم أن «الإسلام دين متعصب»، وهو أعلى معدل من بين البلدان الثمانية التي شملها الاستطلاع. أظهر استطلاع عام 2017 لتلاميذ المدارس الثانوية البولندية أن الغالبية عبرت عن تحيز قوي ضد المثليين واللاجئين والإسلام.